# Холодковский, Николай Александрович
Никола́й Алекса́ндрович Холодко́вский (19 февраля [3 марта] 1858, Иркутск — 2 апреля 1921, Петроград) — русский зоолог, поэт-переводчик, член-корреспондент Петербургской академии наук, заслуженный профессор. Один из основоположников лесной энтомологии в России — им был переведён на русский язык ряд известных немецких изданий по энтомологии, популяризовавших эту науку в России. Из художественных переводов наиболее известен (и многократно переиздавался) его перевод «Фауста» Гёте.

## Биография

### Детство и образование
Родился 19 февраля (3 марта) 1858 года в Иркутске, в семье врача. В двухлетнем возрасте, в связи с назначением отца на новое место службы, вместе с семьёй переехал в Петербург.
Среднее образование получил в 1-й петербургской классической гимназии, которую окончил в 1875 году. В этом же году поступил в Медико-хирургическую академию и окончил её со степенью лекаря в 1880 году, но твёрдого намерения быть практикующим врачом у него не было. После окончания академии, подготовившись самостоятельно, он выдержал экзамены на степень кандидата на физико-математическом факультете Санкт-Петербургского университета. Полученный диплом открыл ему дорогу для службы и для работы по зоологической специальности.
С 1880 по 1884 годы он преподавал естественную историю в частных учебных заведениях, на государственную службу поступил 18 декабря 1883 года — ассистентом при кафедре зоологии Военно-медицинской академии. В 1885 году был избран по конкурсу приват-доцентом по кафедре зоологии Лесного института в Петербурге (с 1902 года — профессор). В 1886 году получил в  Санкт-Петербургском университете степень магистра зоологии, а в 1891 году — степень доктора зоологии.
Кроме того, в 1886—1887 гг. читал лекции по зоологии позвоночных на Высших женских курсах, в 1887—1891 гг. состоял приват-доцентом Санкт-Петербургского университета.
В 1891 году был приглашён читать лекции зоологии и сравнительной анатомии в Военно-медицинской академии, где в следующем году был избран экстраординарным профессором (затем ординарным профессором академии), заняв кафедру зоологии и сравнительной анатомии после смерти своего учителя Э. К. Брандта. В 1892 году был командирован за границу министерством государственных имуществ, а в 1897 году — Военно-медицинской академией.
Организовал два музея: Лесной энтомологии и Лесных зверей и птиц в Петербургском лесном институте. Состоял почётным членом Русского энтомологического общества, на собрании которого 7 октября 1913 года сделал доклад.
Был произведён в действительный статские советники 6 декабря 1904 года; награждён орденами: Св. Анны  2-й ст. (1898), Св. Владимира 3-й ст. (1907), Св. Станислава 1-й ст. (1910).
Скончался 2 апреля 1921 года в Петрограде после продолжительной болезни (рак почек). Похоронен на Богословском кладбище.

## Научная и литературная деятельность
Первые свои научные работы сделал ещё студентом Медико-хирургической академии. С тех пор опубликовал ряд специальных исследований, преимущественно по сравнительной анатомии, эмбриологии и общей биологии насекомых. Также он составил учебные руководства по зоологии и энтомологии. Особый интерес представляют его исследования сложных циклов развития хермесов — вредителей хвойных деревьев. Холодковский был приверженцем эволюционного учения Чарльза Дарвина и публиковал свои научно-популярные работы по теории эволюции и общим вопросам биологии, способствовавшие широкому распространению дарвинизма в России.
Ему принадлежат работы об эволюционных представлениях К. Бэра, Х. Дриша, о жизни и научной деятельности М. Мальпиги и Я. Сваммердама. Решительно выступал против идеализма в естествознании.
Холодковский обладал блестящими литературными способностями. Современники даже думали, что под этой фамилией работают два разных человека: один — биолог, другой — писатель.
Главным литературным достижением Холодковского считается перевод «Фауста» И. В. Гёте, за который 19 октября 1917 г. Российской Академией наук ему была присуждена полная Пушкинская премия. Официальный рецензент профессор М. Н. Розанов в своём отзыве указывал: «Во всяком случае и в настоящем своём виде перевод г. Холодковского является едва ли самым удобочитаемым и общедоступным. Переводчик так владеет стихом, так умеет проникнуться поэтическим настроением подлинника, что читатель с живейшим удовольствием воспринимает содержание трагедии и её подробности. А некоторые места переданы прямо превосходно». Перевёл также знаменитое автобиографическое произведение Гёте «Из моей жизни: Поэзия и правда» («Aus melnen Leben. Dichtung und Wahrheit»); перевод был опубликован в 1923 году во «Всемирной литературе». Кроме того, он перевёл поэму Эразма Дарвина «Храм Природы» и ряд произведений Дж. Байрона, Ф. Шиллера, У. Шекспира, Дж. Мильтона, Г. Лонгфелло и других. Небольшое количество оригинальных стихотворений Холодковского опубликованы посмертно И. П. Бородиным и А. П. Семёновым-Тян-Шанским в сборнике «Гербарий моей дочери» (Пг., 1922).
Под редакцией Холодковского вышел перевод книги К. Гюнтера «Цейлон. Введение в мир тропиков» (Петроград: Издание А. Ф. Девриена, 1914), выполненный его дочерью — Наталией Холодковской.

### Переводы
- Иоганн Вольфганг Гёте
  - «Фауст» (1-е издание — 1878)
  - «Поэзия и правда»
- Имре Мадач
  - «Трагедия человечества» (1904)
- Зигфрид Липинер
  - «Освобождённый Прометей» (1908)
- Джон Мильтон
  - «Потерянный рай» (1911)
- Эразм Дарвин
  - «Храм природы» (1911)
- Кристиан Фридрих Хеббель
  - «Нибелунги» (трилогия)
- Уильям Шекспир
  - «Юлий Цезарь»
  - «Два знатных родича»
  - «Король Ричард второй»
  - Сонеты
- Генри Лонгфелло
  - «Песнь о Гайавате»
- Джордж Гордон Байрон
  - Стихотворения
- Фридрих Шиллер
- Кристиан Дитрих Граббе
  - «Дон Жуан и Фауст»
- Эрнст Теодор Амадей Гофман
- Вильгельм Гауф
- Адольф фон Вильбрандт
- Герман Зудерман
- Николаус Ленау

### Сочинения
- Мужской половой аппарат чешуекрылых: Сравнительно-анатомическое исследование. — СПб.: Тип. Имп. АН, 1886. — 130 с.: 5 л. ил. — (Записки Имп. акад. наук; т. 52, № 4. Прил.).
- Краткий курс энтомологии, с обращением особенного внимания на насекомых, имеющих значение в лесном хозяйстве: к изучению дисциплины / Н. А. Холодковский. — Изд. Лесного Департамента. — СПб.: Тип. И. Н. Скороходова, 1890. — VI, [2], 628 с., 335 ил.
- Вольфганг Гёте. Его жизнь и литературная деятельность: биографический очерк; с портретом Вольфганга Гёте, гравированным в Лейпциге Геданом / Н. А. Холодковский. — Санкт-Петербург: Типография Ю. Н. Эрлих, 1891. — VI, 94 с. — (Жизнь замечательных людей. Биографическая библиотека Ф. Павленкова).
- Карл Бэр. Его жизнь и научная деятельность: с портретом К. Бэра, гравированным в Лейпциге Геданом / биографический очерк Н. А. Холодковского. — С.-Петербург: Типография Ю. Н. Эрлих, 1893. — [1—5], 6—78 с.: портр. — (Жизнь замечательных людей: биографическая библиотека Ф. Павленкова)
- Курс энтомологии, теоретической и прикладной / сост. Холодковский Н. А. — 2-е изд., перераб. — СПб.: Изд. А. Ф. Девриена, 1896. — X, [2], 628 с.: 387 ил.
- Атлас бабочек Европы и отчасти русско-азиатских владений: обработал и дополнил применительно к русской фауне Н. А. Холодковский / Э. Гофман; ред. Н. А. Холодковский. — С.-Петербург: Издание А. Ф. Девриена, 1897. — 357 с.: 72 хромолитографированные a-табл.
- Атлас человеческих глист, в. 1—3. — СПб., 1898—1899;
- Птицы Европы. Практическая орнитология с атласом европейских птиц: с 60 таблицами в красках изображений птиц, их яиц, способов препаровки птичьих шкурок и набивки чучел, с 237 политипажами в тексте, 4 картами и определителем птиц  / составили Н. А. Холодковский, А. А. Силантьев. — Санкт-Петербург: А. Ф. Девриен, 1901. — XIV, [2], CLVIII, 636 с. разд. пагин.: ил., [60] вкл. л. ил.
- Chermes viridanus и его биологический цикл; О гермафродитизме у хермесов // Дневник XI-го Съезда русских естествоиспытателей и врачей. — СПб.: тип. М. Меркушева, 1902. — № 3. — С. 77—78. — (Секц. зоологии и сравнит. анатомии).
- Учебник зоологии и сравнительной анатомии, преимущественно для медиков. — 1-е изд. — СПб.: А. Ф. Девриен, 1905. — 940 с.
- Хермесы, вредящие хвойным деревьям: Сельскохозяйственная монография / Н. А. Холодковский; Гл. упр. землеустройства и земледелия, Департамент земледелия. — Изд. 2-е, изм. и доп. — Пг.: тип. М. Меркушева, 1915. — 89 с.: 7 ил.
- Илья Ильич Мечников [как зоолог и значение его зоологических исследований для медицины] / [Н. Холодковский]. — СПб., 1916. — [3] с.
- Биологические очерки. Сб. избр. статей. — М.—Петроград, 1923;
- Курс энтомологии теоретической и прикладной, 4 изд., т. 1—3. — М.—Л., 1927—1931;
- Гербарий моей дочери. [Стихи] / пред. А. П. Семёнова-Тян-Шанского. — Пг.: [Изд. П. П. Сойкина и И. Ф. Афанасьева], 1922. — 72 с.
  - Гербарий моей дочери / Сост., комм., послесл. П. Квартальнова. — М.: Летний сад, 2017. — 312 с.: ил. — ISBN 978-5-98856-300-6.

### Переводы и редактирование
- Гофман Э. Атлас бабочек Европы и отчасти русско-азиатских владений: старопечатная книга / Э. Гофманъ; Обраб. и дополн. применит. к русской фауне Н. А. Холодковский. — С.-Петербург: Издание А. Ф. Девриена, 1897. — 357 с.: С 72 хромолитографированными табл.
- Гюнтер К. «Происхождение и развитие человека. Путь развития от простейшего животного до человека», атлас / Перевод с немецкого, редакция Н. А. Холодковского, 1909 г.  — С.-Петербург: издание А.Ф. Девриена, 90 таблиц.
- Гюнтер К. Цейлон. Введение в мир тропиков / К. Гюнтер; пер. Н. Холодковской ; под ред. Н. А. Холодковского. — Петроград: Изд. А. Ф. Девриена, 1914. — 367 с., [129] рис.
- Берге Ф. Маленький атлас бабочек для начинающих собирателей: атлас / Ф. Берге; Въ перераб. Г. Ребеля; Пер. с нем. Н. А. Холодковского. — С.-Петербург: Издание А. Ф. Девриена, 1913. — 212 с.: С 97 рис. в тексте и 24 цветными таблицами на отдельных листах.

## Память
В 1947 году Академия наук СССР учредила премию им. Н. А. Холодковского по энтомологии. Президиум Академии наук постановил проводить ежегодно в день смерти Н. А. Холодковского (2 апреля) научные чтения, посвящённые вопросам энтомологии, паразитологии и биологии.